# Rokka no Yūsha
Rokka no Yūsha (六花の勇者 lit. Héroes de las seis flores?) es una serie de novelas ligeras japonesas escritas por Ishio Yamagata e ilustradas por Miyagi. Se han publicado seis volúmenes desde agosto de 2011 por Shueisha antes de la adaptación del manga por Kei Toru la cual comenzó la serialización en la revista de Super Dash de Shueisha & Go! en febrero de 2012. El 4 de julio de 2015 Passione lanza una serie anime producida por Takeo Takahashi. En 2017 se anuncia vía Crunchyroll el doblaje a español latinoamericano y finalmente en noviembre del mismo año llega el doblaje a través de la misma plataforma junto con otros dos animes.

## Argumento
En un mundo de fantasía en el cual los seis héroes elegidos por los Dioses del Destino deben luchar contra el demonio que ha revivido desde las profundidades del infierno, Adlet, dice ser el más fuerte del mundo. Adlet es uno de los elegidos, los Héroes de las seis flores, pero cuál es la sorpresa de todos los valientes elegidos al ver que no son seis, sino siete. En el bosque, los siete temen que el enemigo esté entre ellos y el principal blanco de las sospechas es el propio Adlet.

## Personajes
Adlet Mayer (アドレット・マイア Adoretto Maia?)
Seiyū: Sōma Saitō,
Doblaje (Hispanoamérica): Irwin Daayán
Es el personaje principal y se autoproclama como el hombre más fuerte del mundo. Tiene 18 años, es gentil, amable y tiene un fuerte sentido de amistad y camaradería, así como también confía en los demás muy fácilmente. Posee además una fuerte voluntad y no se da por vencido ante nada, incluso en circunstancias extremas lo único que hace es sonreír, debido a que su maestro le enseñó a que cuando dejas de sonreír todo se ha perdido. Prefiere evitar los combates entre los demás héroes y con los mismos prefiere hablar y evitar el conflicto. Tras la aparición de siete héroes en vez de seis, fue el más sospechoso al principio, esto debido a una trampa. Todos lo acusaban salvo Nashetania, por dicha razón no tiene más remedio que huir para tratar de probar su inocencia a los demás héroes, ya que todos al menos una vez han tratado de matarlo. Con sus argumentos e investigaciones cada uno empieza a cuestionar si realmente es el héroe traidor, cosa que quiere probar sin herir a los demás, puesto que los considera sus compañeros y aliados. Su estilo de combate es principalmente el uso de diferentes herramientas y armas ocultas para noquear al oponente en vez de depender de la fuerza por sí sola. Estas herramientas y armas fueron hechas para matar kyomas, pero debido a su estilo poco ortodoxo los demás lo consideran un luchador sucio y cobarde por usar tácticas engañosas. No es muy impresionante, sin embargo, es bastante astuto y audaz debido a que casi muere, por lo menos, tres veces a manos de los demás héroes; pero estos ni con todas sus fuerzas pudieron matarlo.
Está enamorado de Flemy Speedraw, la santa de la pólvora. Fue el único que la protegió sabiendo que era una asesina. En los últimos episodios de la primera temporada, Adlet se gana la confianza de Flemy lo que lo lleva a confesar su amor por ella.
Flemie Speeddraw (フレミー・スピッドロウ Furemī Supiddorō?)
Seiyū: Aoi Yūki
Doblaje (Hispanoamérica): Angélica Villa
Es la santa de la pólvora, lo que le permite crear explosivos y municiones que utiliza en conjunto con su rifle. Si bien las armas de fuego no son muy efectivas con los Kyōuma, las habilidades de Flemy son suficientes para matarlos e incluso a personas blindadas, sin embargo, tiene una debilidad, que es que cada vez que se usa debe recargar el arma, además de no ser muy fuerte físicamente. Su pasado es bastante turbio, lleno de experiencias amargas, lo que la hizo ser desconfiada de todos a su alrededor, pero cuando conoce a Adlet comienza a cambiar un poco. Nacida de un hombre y su madre Kyōma, se desconoce lo que pasó con su padre, pero se sabe que está muerto y que su madre la crio. Ella oculta sus rasgos Kyōma con un parche en la cabeza. Junto con los demás Kyōma a quienes consideraba sus amigos, fue entrenada para matar a otros héroes poderosos para que cuando los seis héroes fueran seleccionados, solo quedaran los más débiles; sin embargo después de fallar en matar a Chamot, su madre y los demás Kyōma la despreciaron y la traicionaron, dándose cuenta de que en realidad nunca les importó, por lo que quiere matar al Rey Demonio en venganza de ello. Al principio, Adlet fue el único que trató de protegerla de los demás héroes, pero él la protegió incluso después de saber que era una asesina. En los últimos episodios empieza a confiar en Adlet, pero su confianza se rompe cuando Adlet se confiesa, ya que ella pensó que la estaba engañando. Luego, después de descubrirse quien era el verdadero impostor, protege a Adlet y lo cura.
Goldof Auora (ゴルドフ・アウオーラ Gorudofu Auōra?)
Seiyū: Kōki Uchiyama
Doblaje (Hispanoamérica): Ricardo Bautista
Un joven caballero de 16 años cuyos orígenes no son muy conocidos, lo que implica que su verdadero nombre no se sabe. Es extremadamente fuerte, veloz y ágil, sus habilidades físicas son casi inhumanas. Lucha con una gran lanza, que en un torneo donde tenían que luchar él y Nashetania; él se dejó ganar, a lo que Nashetania afirma que si él hubiera luchado en serio ella habría perdido. Es muy leal a Nashetania y haría lo que fuera por ella. Es conocido por casi todos los personajes que él está enamorado de la princesa y se pone celoso de las atenciones a otros, especialmente a Adlet.
Chamo Rosso (チャモ・ロッソ?)
Seiyū: Ai Kakuma
Doblaje (Hispanoamérica): Andrea Arruti
La santa del pantano, tiene 14 años y es la más poderosa de los héroes actuales, así como la más peligrosa, ya que en unas ocasiones casi ataca incluso a aliados. Su personalidad es bastante infantil y arrogante, y se molesta fácilmente, lo que le da el impulso de matar cualquier cosa que la moleste o enoje, ocasionando que sea muy temida (en un torneo mató accidentalmente a su oponente, a lo que los demás competidores se retiraron ganando por defecto). Su habilidad es que puede comer cualquier animal o incluso kyoma y en su estómago hay un pantano donde hay muchas mascotas personales que utiliza para atacar o defenderse, estas mascotas pueden ser pequeñas como ratones o más grandes que una persona y la defienden de manera ajena a su voluntad, viven en su estómago donde se pueden curar o cambiar libremente, además de ser totalmente leales a ella y puede convocar hasta 70 al mismo tiempo.
Mora Chester (モーラ・チェスター Mōra Chesutā?)
Seiyū: Rina Satō
Doblaje (Hispanoamérica): Alexandra Vicencio
Es la santa de la montaña y tiene 36 años. Mora tiene una actitud serena y tranquila, pero puede ser aterradora tanto que incluso Chamo es intimidada por ella, además de una autoridad natural, por lo que la hace la líder ideal de los héroes. También es la líder del All Heavens Temple, el templo que supervisa a las 78 santas conocidas para capacitarlas y evitar que usen sus habilidades con fines malévolos. Su poder de montaña es muy versátil, puede aumentar su fuerza tanto que destruye el suelo de un golpe o comunicarse a largo alcance por medio de los ecos de la montaña, así como poseer visión mejorada y factor de curación. Según Chamo tiene muchas habilidades, pero dependen de que esté en una montaña a lo que sus habilidades crecen mucho.
Hans Humpty (ハンス・ハンプティ Hansu Hanputi?)
Seiyū: Kenichi Suzumura
Doblaje (Hispanoamérica): Arturo Castañeda
No se sabe mucho de él, solo que es un asesino profesional. No se conoce nada de él antes de ser un asesino y a diferencia de los demás héroes, no alberga ninguna enemistad ni odio hacia los Kyoma. Incluso después de ser seleccionado como héroe le pidió al rey más cercano un pago por matar a Majin, por lo que se dudó en principio por qué fue seleccionado para ser un héroe si solo era un simple asesino. A pesar de su actitud un poco rara y ser poco mundano es una de los héroes más inteligentes y astutos, no se deja engañar fácilmente. Con sus argumentos Adlet quedó como el principal sospechoso de ser el traidor. Es de mente aguda y con sus habilidades lo hacen una combinación mortal. Utiliza un par de cuchillos de hoja ancha para luchar, además de ser rápido y sus movimientos son casi inhumanos e impredecibles, mostrando la flexibilidad de un gato, a lo que afirma apreció de ellos dicho estilo de combate. En su lucha con Adlet le ocasionó una alucinación, mas no se sabe cómo, pero parece que requiere de ciertas circunstancias. Es un hecho que es uno de los héroes más fuertes.
Nashetania Loei Piena Augustra (ナッシェタニア・ルーイ・ピエナ・アウグストラ Nasshetania Rui Piena Augusutora?)
Seiyū: Yōko Hikasa
Doblaje (Hispanoamérica): Lourdes Arruti
Es la santa de la espada y tiene 18 años. Es la segunda de los héroes que apareció y la primera en encontrarse con Adlet, a lo que ambos empiezan a viajar juntos y se hacen amigos. Ella es la princesa de Piena, pero su familia fue asesinada durante la guerra civil. Tiene una personalidad despreocupada y relajada con una actitud propia de una princesa, pero disfruta jugarle bromas a los demás de mal gusto, en especial a Adlet, a quien aprecia y está impresionada por su estilo de combate y coraje. Además, fue la única que no desconfió de Adlet cuando lo culparon de ser el séptimo héroe. Sus habilidades le permiten generar cuchillas desde cualquier superficie, utilizando su espada como una varita. Las espadas pueden ser tanto ofensivas como defensivas y su tamaño también varia, utilizándolas ya sea para atravesar a sus oponentes o bloquear ataques. A pesar de su personalidad alegre y amable, de hecho, en el fondo se esconden aspectos mucho más oscuros.
Rolonia Manchetta (ロロニア・マンチェッタ Roronia Manchetta?)
Seiyū: Hisako Kanemoto
Doblaje (Hispanoamérica): Nycolle González
La santa de la sangre fresca y la última de los héroes en aparecer. Usa gafas y lleva una armadura con tema de vaca, parece ser tímida y conoció a Adlet cuando entrenaba con Atro Spiker, a lo que ella lo llama Ad-kun. sus habilidades como santa de la sangre fresca le permiten tener poderes de sanación extremadamente fuertes (tanto que puede revivir personas aunque con ciertas limitaciones). Sin embargo, no se limita solo a sanación, también puede obtener información del cuerpo de la persona probando su sangre. Cuando se usan sus habilidades con fines ofensivos puede usar un látigo cubierto de sangre que le permite controlar sus movimientos y cuando tocan su objetivo puede succionarle la sangre.    

### Kyōma
Tgurneu (テグネウ Teguneu?)
Seiyū: Akira Ishida
Doblaje (Hispanoamérica): Gabriel Basurto
Es el primero (y el único en el anime) de los tres líderes en aparecer. Es bastante manipulador e inteligente (incluso Flemy le tiene miedo). Él apareció en el pueblo de Adlet 8 años previos a la historia, no atacó a los aldeanos y desapareció al siguiente día, pero antes de irse convenció a los aldeanos de ponerse del lado de los kyouma, haciéndoles creer que solo así sobrevivirían. Los únicos que se opusieron fueros Adlet, su hermana y su mejor amigo, sin embargo, éste les exigió a los aldeanos sacarles el corazón a todos los que se opusieran, lo que terminó en la aparente muerte de las personas que Adlet amaba, razón por la cual Adlet lo odia más que cualquier kyouma. A pesar de esto, es un kyouma al que le interesa mucho los humanos y aprender de ellos, le gusta leer poemas y hablar sobre conceptos de amor, además de ser muy estricto a la hora de dar saludos e insiste en recibir un saludo de vuelta. Tiene la habilidad de manipular y controlar el cuerpo de un anfitrión mejorando sus habilidades y aparentemente también utilizar algunos de sus hechizos.
Cargikk (カーグイック Kāguikku?)
Uno de los líderes kyouma. Tiene la forma parecida a un león con armadura que camina en dos patas, además de controlar la mayor parte de los kyouma alrededor del 60 %. No se sabe nada de sus habilidades solo que puede escupir fuego.
Dozzu (ドズー Dozū?)
Otro de los tres líderes kyouma. Es uno de los kyouma más pequeños, con una apariencia similar a un cruce entre una ardilla y un perro con un cuerno en la frente. En el pasado, tanto Dozzu, Tgurneu y Cargikk eran buenos amigos, pero se separaron por la diferencia de ideales. Su objetivo es crear un nuevo mundo donde humanos y kyouma puedan convivir en paz, sin embargo, sus objetivos no son del todo benévolos, puesto que considera que deben morir al menos 500.000 personas. Él tiene la habilidad de controlar rayos al generar electricidad y cierto nivel de autosanación.

## Media

### Novela
Rokka no Yusha comenzó como una serie de Novelas ligeras escrito por Ishio Yamagata y siendo ilustrado por lincencias de Miyagi. La primera novela fue publicada el 25 de agosto de 2011 por Shueisha para Super Dash Bunko. Se han publicado seis volúmenes hasta el 24 de julio de 2015. La editorial norteamericana Yen Press anunció su licencia para la serie en la Anime Expo 2016. El 25 de marzo de 2016 se lanzó un volumen derivado titulado Rokka no Yūsha Archive 1: Don't pray to the flower. 

### Manga
Su adaptación en versión Manga fue ilustrado por Kei Toru, comenzó la serialización para "Super Dash & Go!" por Shueisha y fue vendido el 25 de febrero de 2013. Después de la revista puso fin a su publicación en forma impresa, en abril de 2013, el manga continuó su serialización en línea. Su primer Tankobon había sido publicado un año antes, el 25 de octubre de 2012. Dos volúmenes han sido puestos en libertad a partir del 25 de julio de 2013. El tercer volumen se dio a conocer el 21 de noviembre de 2014.

### Anime
Su adaptación a anime fue producida por Passione y dirigido por Takeo Takahashi la cual se estrenó el 4 de julio de 2015 al igual en América del norte emitido por Ponycan.